# Augustin de Hipona
Augustin de Hipona, cunoscut ca Sfântul Augustin, (născut Aurelius Augustinus, n. 13 noiembrie 354 d.Hr., Thagaste, Algeria – d. 28 august 430 d.Hr., Hippo Regius⁠(d), Numidia⁠(d), Roma Antică) a fost un filosof și teolog creștin, episcop în nordul Africii, unul din Părinții Bisericii din Antichitatea târzie, în pragul spre Evul Mediu timpuriu.
În scrierile sale a utilizat argumente logice încercând să demonstreze veridicitatea religiei creștine. A scris Confesiunile, care au sfârșit Antichitatea, și Despre cetatea lui Dumnezeu, care a deschis Evul Mediu. În „De Trinitate” (Despre Treime), Augustin apără ideea unui Dumnezeu trinitar, care este unul singur (ca esență, sau substanță), dar care este în același timp trei persoane divine (Tatăl, Fiul și Spiritul Sfânt)

## Influență

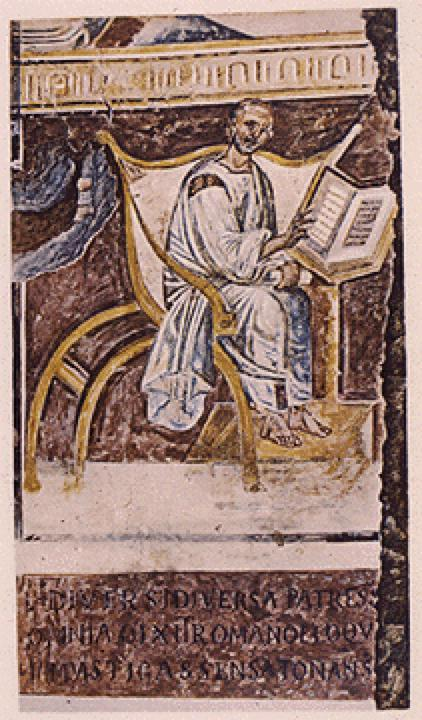
Cea mai veche reprezentare a Sf. Augustin, biblioteca Bazilicii din Lateran (sec. al VI-lea)

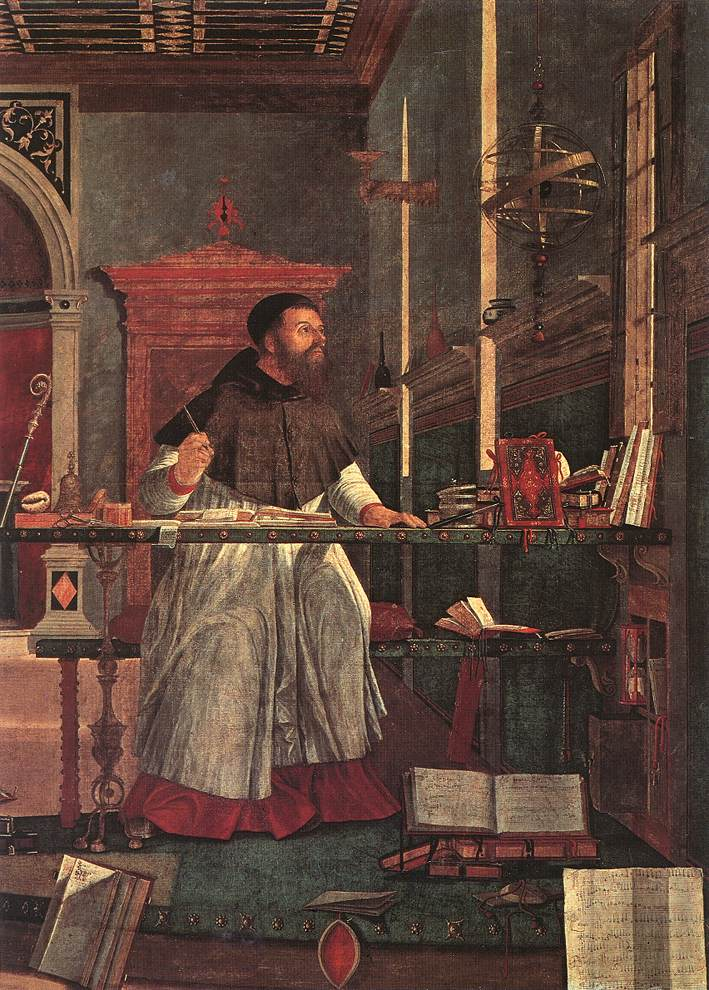
Viziunea Sfântului Augustin (detaliu), pictură de Vittore Carpaccio, Scuola di San Giorgio degli Schiavoni, Veneția

Sfântul Augustin este unul din cei patru Sfinți Părinți latini ai Bisericii, alături de Ambroziu, Ieronim și Grigore cel Mare. Este unul dintre cei mai importanți teologi și filosofi creștini, ale cărui opere au trasat gândirea europeană. Opera sa constituie o punte de legătură între filosofia antică și cea medievală.
Prin intermediul lui Augustin platonismul a influențat gândirea medievală. Teologia sa a influențat gândirea lui Martin Luther, care inițial aparținuse ordinului augustinian. Concepția lui a fost preluată și utilizată dogmatic pentru respingerea concepției aristotelice a lui Toma de Aquino. În vremea Reformei, a fost preluată în special concepția despre predestinare și istorie ca tămăduitoare. A fost primul filosof care a luat în considerare istoria ca fiind necesară pentru educarea oamenilor și pentru lichidarea răului (istoria este „tămăduitoare” în sensul de drum către bine). Din punct de vedere politic, Augustin vede organizarea de stat ca fiind folositoare și luptă pentru despărțirea între Stat și Biserică. El rămâne o autoritate mai mult de o mie de ani după moartea sa, influențând, de exemplu, gândirea lui Descartes.

## Biografie
În tinerețe a studiat retorica. Impresionat de „Hortensius al lui Cicero, Augustin s-a profilat pe filosofie. A urmat întâi maniheismul, apoi scepticismul și în final neoplatonismul. După convertirea sa la creștinism (387) prin Ambrosius de Milano a devenit în 396 episcop de Hippo Regius, în nordul Africii.
Aureliu Augustin s-a născut la Tagaste (astăzi Souk Ahras), din vechea Numidia, în nordul Africii, în anul 354. Tatăl său, Patricius, era păgân, iar mama sa, Sfânta Monica, era o practicantă exemplară a creștinismului. Educația elementară a lui Augustin, primită în orașul natal, a fost una creștină. A învățat mai apoi la Madaura și Cartagina. Aici a intrat pe drumul păcatului, după cum spune în Confesiuni, adică a dus o viață dezinhibată, în umra căreia a avut și un fiu din flori. Înainte de a se dedica creștinismului, a fost adeptul mai multor culte și orientări filozofice, în special maniheismul și a tratat problema diviziunii clare între bine și rău, fiind preocupat de problema originii răului.
Augustin a fost de etnie berber (cetățean roman), o populație hamito-semitică din nordul Africii, care este prezentă și astăzi. Hipona, orașul unde a fost instalat ca episcop, pe atunci parte din Imperiul Roman, se află pe teritoriul Algeriei de azi, numit Annaba (عنابة‎).
În anii 373 - 383 a fost profesor de Retorică, întâi la Tagaste și apoi la Cartagina. În această perioadă, s-a ocupat de dialogul Hortensius de Cicero, care îndeamnă la iubirea înțelepciunii eterne, lucru care îi va schimba viața, luând o turnură decisivă: Sf. Augustin va deveni manihean. Dar după scurtă vreme, episcopul manihean Faustus nu îi poate răspunde la întrebări, iar Augustin se retrage din sectă. Pleacă la Roma pentru a întemeia o școală de Retorică, dar, neavând succesul la care se aștepta, în 384 călătorește la Milano unde îl cunoaște pe episcopul creștin Ambrozie.
Se dedică apoi studiului în Noua Academie Platonică, influențată atunci de scepticism. Învățăturile conform cărora trebuia să se mulțumească cu poziția sceptică a adevărului probabil nu îl vor mulțumi. Îl întâlnește pe Sfântul Ambrozie, asistă la predicile acestuia și viața sa trece printr-un nou moment de cotitură. Regăsind acea fervoare pentru căutarea adevărului absolut, studiază învățătura platoniciană, încercând, în același timp, să lupte cu tentațiile sale carnale.
Tocmai când se gândea să se căsătorească cu mama copilului său din flori, spre a da legitimitate acelei relații din tinerețe, se implică într-o nouă poveste amoroasă. Este un moment de maximă tensiune în conștiința sa. Acesta este momentul celebrei sale convertiri, relatată în cartea a opta din Confesiuni.
Retras în grădină pe domeniul Cassiciacum, spre o „dramatică examinare a adâncurilor ființei sale”, Augustin are un moment de revelație sub un smochin: aude o voce a unui copil din casa vecină, spunând: „Tolle, lege; tolle, lege” („ia și citește; ia și citește!”). Nu-și amintea însă nici un cântec de copii care să conțină aceste vorbe și, imediat, și-a dat seama că îi vorbise o voce divină. Luând „Cartea apostolului”, citi primele cuvinte care îi căzură sub ochi: „Nu în ospețe și în beții, nu în desfrânări și în fapte de rușine, nu în ceartă și în pizmă; ci îmbrăcați-vă în Domnul Isus Cristos și grija față de trup să nu o faceți spre pofte”. Acesta este momentul convertirii sale, hotărâtoare în acest sens fiind influența episcopului Ambrozie, care l-a și botezat, în noaptea de Paști a anului 387.
În 389 revine la Tagaste, unde întemeiază o comunitate monahală. Se dedică studiului Scripturilor, combaterii Maniheismului și a altor erezii. În 391 devine preot la Hippo Regius, iar în 395 episcop. Moare în 430, după treizeci și cinci de ani dedicați activității episcopale.
În acel moment Imperiul Roman era deja în declin, iar vandalii se pregăteau să atace chiar cetatea episcopală a lui Augustin.

## Tradițiile romane, filosofia antică și Augustin

### De civitate Dei
Religia creștină a devinit religie oficială în Imperiul Roman în 380, iar Imperiul Roman s-a separat în cel de Apus și cel de Răsărit în 395. „De Civitate Dei” a fost scrisă într-un moment de criză după invazia și jefuirea cumplită a Romei în 410 de către vizigoții, conduși de Alaric. Deși capitala Imperiului Roman fusese mutată de la Roma la Constantinopol în 330, Roma a păstrat un prestigiu deosebit pentru romani. Concepută inițial ca o scriere polemică față de acuzațiile aduse creștinilor de către păgâni, „De Civitate Dei” a formulat un răspuns la provocările prezentului. El explică decăderea Imperiului Roman prin faptul că devenise un loc păgân, care a trebuit să facă loc Cetății lui Dumnezeu. 
Augustin adoptă concepția timpului istoric, linear, din Biblie în locul „timpului ciclic” (cu distrugerea periodică a lumii) și plasează istoria pe o axă temporală liniară care începe potrivit dogmei creștine de la facerea lumii de către Dumnezeu (Geneza biblică) și se termină în momentul Judecății de Apoi, la venirea lui Cristos pe pământ. În De civitate Dei istoria omenirii este o evoluție paralelă a orașului lumesc, „terestru” („civitas terrena”) și a orașului lui Dumnezeu („civitas Dei”). Din cauza păcatului originar și alungarea din Rai, întreaga creație divină se scindează în două entități spirituale sau două „orașe”: cel lumesc al iubirii de sine și cel sfânt, al iubirii pentru Dumenzeu, în care prin urmare nu există decât iubire și dăruire pentru aproape. 
Ca și Sf. Pavel, Augustin adaugă virtuți creștine (credință, speranță, iubire) la virtuțile neoplatonismului (dreptate, cumpătare, curaj, înțelepciune). 

## De Trinitate
De Trinitate este un tratat asupra Treimii, scris în 15 cărți, el tratează atât consubstațialiatea și egalitatea persoanelor treimii, cât și teme filozofice precum mintea, cunoașterea, etc.
În fapt, chiar și faimosul cogitum al lui René Descartes, cogito, ergo sum („gândesc, deci exist”), este tratat ca idee, cu mult înainte de Descartes,  în „De Trinitate”.
În cărțile IV, §29; VI, §7; XV §45, Augustin tratează proveniența Spiritului (Duhului) Sfânt de la unitatea Tatălui și Fiului, ca dar comun al celor doi, sau ca dragostea comună dintre doi îndrăgostiți (îndrăgostitul și cel iubit, care și el iubește cu aceeași dragoste). Augustin, păstrând ordinea persoanelor, este atent să menționeze proveniența Spiritului în principal de la Tatăl („deitatis principium Pater est”, IV, §29), fără să nege că Tatăl, i-a dat și acesta Fiului (ca Spiritul să purceadă și de la el), pentru că Tatăl i-a dat totul Fiului, cu excepția a ce se spune în particular doar despre a fi Tată.

### Interpretare
După prăbușirea economică și politică în 476 a Imperiului Roman de Apus centrul de greutate al istoriei europene se stabilește la Constantinopol. Cele două părți vor mai păstra elemente comune pentru o perioadă, în timp însă ele vor avea evoluții culturale, lingvistice și religioase diferite.  Biserica Greacă va făuri și va dărui lumii creștine o bogăție spirituală mistică ce-i este specifică. 
În Occident procesul de afirmare a religiei creștine a avut o altă evoluție. Într-o lume aruncată în dezordine și haos politico-social de către invaziile popoarelor barbare, într-o lume ce încearcă să-și regăsească echilibrul și totodată să integreze într-o nouă sinteză valorile romane și creștine cu cele germanice, proces complex desfășurat de-a lungul secolelor V-VIII, Biserica rămâne singura instituție de continuitate. Silită de istorie să devină elementul stabil al identității acestei noi civilizații, Biserica Latină regăsește în interiorul său caracterul dinamic, vocația creatoare îndreptată spre viitor, specifică creștinismului. Idealul augustinian a constituit punctul de plecare pentru o nouă civilizație în Occidentul Europei.
Numărul locuitorilor acestei cetăți sfinte, al luptătorilor lui Cristos trebuie să sporească continuu până la înfrângerea definitivă a diavolului. Cetatea lui Dumnezeu devine pentru creștinii occidentali, declarați de către Biserică ca fiind soldații lui Crisos, un obiectiv viitor, un crez istoric, un deziderat ce trebuie transmutat din sfera teologică și spirituală în lumea reală, temporală, politică. „De Civitate Dei” nu este numai prima interpretare filosofică creștină a istoriei, ea este văzută totodată ca o lucrare care stabilește Bisericii Romano-Catolice un obiectiv politic concret.
Biserica Latină își va asuma rolul de a face vizibilă cetățenia lui Dumnezeu pe pământ. Ea a reușit să solidarizeze masele cu idealul ei augustinian. Odată cu răspândirea creștinismului printre germanici, conflictele dintre aceștia și latini se estompează treptat și ia naștere o nouă formă de solidaritate umană, legată de sentimentul apartenenței comune la Cristos. Identitatea lingvistică/culturală devine mult mai puțin importantă decât calitatea de cetățean al cetății lui Dumnezeu.

## Augustin și scepticismul
Omul se poate îndoi de multe dar nu și de certitudinea existenței sale (premerge raționalismul cartezian).
Pentru o perioadă Augustin este atras de scepticismul Academiei platonice târzii, pentru ca, treptat, să-și modifice atitudinea astfel încât una din primele sale scrieri de după convertire este Contra academicilor, un atac la adresa scepticismului academic.
Scepticii argumentau că ceea ce ne oferă simțurile este incert și înșelător: un băț introdus în apă ne pare frânt, un turn pătrat pare rotund privit de la o anumită distanță etc. Altă sursă a cunoașterii nu există, deci cunoașterea este îndoielnică. Augustin nu împărtășește acest „empirism” al scepticilor, susținând că cunoașterea nu provine în întregime din simțuri. Simțurile, deși cu adevărat limitate și nedemne de încredere, au o utilitate practică și trebuie luate ca punct de pornire în acest sens relativ.
În „Confesiuni”, X, Augustin deosebește între lucrurile care se află în minte în mod direct (în sine) și lucrurile care sunt prezente în minte indirect, prin reprezentare sau imagine. De bună seamă, o achiziție culturală din vremea educației sale sceptice, căci, în momentul când critică scepticismul (adică doctrina pe care tocmai o părăsise), pune problema la fel: în senzație lucrurile sunt prezente indirect, prin reprezentări, date senzoriale sau impresii. Prin urmare nu avem acces la obiectele exterioare însele, decât la imaginile și impresiile pe care simțurile ni le dau despre acestea. Ceea ce se află în mintea noastră nu este un lucru ci o imagine sau o reprezentare a lui. Nu suntem deci îndreptățiți să judecăm ca și cum am avea acces la lucrurile însele, ci ca și cum am avea acces la imaginile lor, spunând: „Văd imaginea (reprezentarea, semnul, intermediarul) unui băț frânt în apă”, în loc de „Văd un băț frânt”. Căci, dacă lucrurile nu ne sunt accesibile în sine ci numai prin intermediul imaginilor, imaginile însele sunt indiscutabile căci se află nemijlocit în mintea noastră. Putem să ne înșelăm asupra unui obiect (necunoscându-l pe el, ci o imagine a lui, care poate fi eronată), dar nu ne putem înșela asupra imaginii pe care o avem (căci pe aceasta o avem în mod nemijlocit în mintea noastră). Mintea se înșală asupra obiectelor materiale, dar nu se poate înșela asupra imaginilor pe care le are. Aceste imagini sunt în minte și, chiar dacă nu sunt obiectele însele, sunt niște mesaje despre obiecte.
Acesta este momentul îndoielii sceptice. Scepticii se îndoiesc de adevărul acestor mesaje, a imaginilor, în măsura în care – noi neavând acces la obiecte – ele nu pot fi niciodată verificate de către mintea noastră. Îndoiala sceptică este, până în acest punct, rezonabilă, fiind expresia unei dileme care avea să-l frământe peste secole și pe Kant: obiectul pe care vreau să-l cunosc, ca lucru în sine, îmi este inaccesibil, tot ceea ce pot percepe este un fenomen; dar cum pot ști dacă acest fenomen nu este pur subiectiv și arbitrar? 

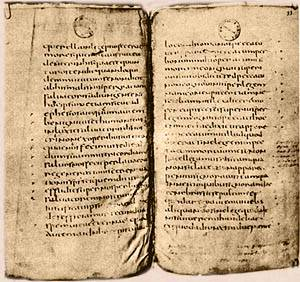
Scrisoare a Sf. Augustin împotriva pelagienilor, manuscris, sec. al V-lea, Biblioteca din Orléans

Augustin ocolește această dilemă spunând că imaginile însele, fiind prezente în minte nemijlocit, pot constitui un dat principial cert pentru mintea umană. Nu se pot spune despre lucruri nimic fără a greși, dar se poate spune ceva, despre imagini și reprezentări, fără riscul de a greși: „este principial cert că am imaginea unui băț frânt în apă”. Aceasta este prima parte a criticii aduse scepticilor. Scepticii se îndoiau de posibilitatea cunoașterii pornind de la caracterul înșelător al simțurilor, care li se părea că, deformând imaginea lucrurilor percepute, anulează posibilitatea oricărei certitudini. Augustin le răspunde că tocmai conștientizarea acestei bariere este prima certitudine pe care o avem.
Cel de-al doilea pas al demersului critic pornește de la anularea premisei sceptice conform căreia simțurile sunt singura sursă a cunoașterii. Trebuie să acceptăm, conform lui Augustin, că mintea are acces și la altceva decât la ceea ce îi furnizează simțurile. În primul rând, ea poate conștientiza faptul că are acces nemijlocit la imagini, care, deși nu sunt copii fidele ale lucrurilor fizice, pot fi, ca atare (ca imagini), obiecte ale cunoașterii. În al doilea rând, mintea însăși, sub forma actelor sale, este o prezență nemijlocită, deci un dat principial cert. Se poate ști nemijlocit că avem o minte sau un intelect (ce ar putea mijloci acest fapt?), că mintea sau intelectul nostru are viață, deci noi înșine avem viață (iarăși, nimic nu se interpune între minte și propriul său act de a fi în viață) și, ca o consecință, știm că, având viață, existăm.
Premisa principală a acestui tip de argument este identitatea („nemijlocirea”) dintre subiect și intelect: eu înseamnă intelectul meu. Este premisa care va justifica, în epoca modernă, curentul raționalist, dar este în același timp și o premisă care subzistă în însuși miezul empirismului (ca și al scepticismului combătut de Augustin): acceptând că singura sursă a cunoașterii este senzația, presupunem că vorbim despre accesul la un obiect al cunoașterii (lumea externă a obiectelor materiale) al unui intelect cunoscător, diferit de lumea externă, intelect cu ajutorul căruia eu, subiectul, cunosc ceea ce îmi dau simțurile. Empirismul nu poate face abstracție de această presupoziție decât cu riscul de a postula imposibilitatea principială a cunoașterii: chiar dacă simțurile, sursa unică a cunoștințelor, ar furniza informații certe despre lumea externă, în absența identității intelectului cu subiectul aceste informații nu ar avea cui să se adreseze, căci procesele de memorare, analiză, sinteză, abstractizare etc. ar fi cel puțin îndoielnice pentru un subiect care nu și-ar asuma paternitatea lor.
Augustin pornește de la această premisă (așa cum va face și Descartes, mai târziu) și, postulând natura intelectuală a subiectului cunoscător (identitatea eu-intelect), formulează, înaintea lui Descartes, un argument ontologic.
În afară de actele minții, Augustin mai admite posibilitatea unor adevăruri nemijlocite pe care nu le-am dobândit prin simțuri: adevărurile matematicii și propozițiile etice a priori (de exemplu: „Binele este preferabil răului”). Aceste adevăruri nemijlocite sunt prezente în sine în mintea noastră și nu altfel; ele trebuie să fie așa din moment ce le cunoaștem cu certitudine. Datorită acestor argumente scepticismul este de nesusținut: cunoașterea certă este posibilă dar nu prin simțuri ci prin introspecție. 
Lovitura de grație adusă scepticismului se găsește însă în micul tratat Despre fericire. Dacă concedem scepticilor că atingerea adevărului este imposibilă, atunci ei, scepticii, care totuși se află în căutarea adevărului, se găsesc în situația de a nu fi fericiți. Dar „nu este fericit cel ce nu are ce-și dorește (...); or, nimeni nu este înțelept dacă nu este fericit: deci un academic nu este înțelept”. Ulterior, creștinismul se va dovedi foarte receptiv la această teză augustiniană a căutării adevărului în suflet, care va dobândi – chiar în formularea lui Augustin – dimensiuni mistice.
Augustin l-a atacat sever pe neoplatonistul Porfir, deoarece acesta demascase Cartea lui Daniel drept vaticinium ex eventu, idee care demola „profețiile mesianice” din Vechiul Testament, care s-ar fi referit conform creștinilor la Isus Hristos. Istoricii moderni îi dau dreptate lui Porfir, nu apologeților creștini din Antichitate (ca Augustin și Ieronim).

## Doctrina iluminării și a ideilor divine
Învățătura autentică este posibilă numai prin iluminare. Credința precede înțelegerea, cunoașterea. Absurdul este semnul divinului – tot ceea ce ascultă regulile logicii noastre este omenesc, ceea ce transcende logica noastră este divin. Sufletul este un alt ordin de realitate decât materia (corpul), este nemuritor fiind din aceeași substanță cu Adevărul. Adevărul este Dumnezeu, este în suflet, mai lăuntric mie decât sinele meu cel mai lăuntric. 
„Târziu te-am iubit, frumusețe atât de veche și atât de nouă, târziu te-am iubit.
Tu erai în mine și eu afară. Te-am căutat acolo.
Deformat, m-am aruncat pe frumoasele forme ale creaturilor tale.
Ai fost cu mine, dar eu nu am fost cu tine.
Creaturile tale m-au ținut departe de tine, inexistente dacă nu au existat în tine.
M-ai chemat și strigătul tău mi-a străpuns surditatea; ai strălucit și fulgerul tău mi-a aprins orbirea;
ți-ai revărsat parfumul, iar eu am inspirat și acum dacă lipsești, îmi lipsește respirația; Te-am gustat și acum am foame și sete; m-ai atins și am ars de dorință pentru pacea ta.”—Augustin din Hipona, Confessiones, X, 27
Problema cunoașterii la Augustin presupune și doctrina iluminării. Cunoașterea presupune prezența nemijlocită a obiectului cunoscut în fața agentului cunoscător (mintea), motiv pentru care Augustin nu poate prelua în totalitate ideea platonică a reminiscenței și nici nu va dezvolta, propriu-zis, o doctrină a ideilor înnăscute. 
Pentru Augustin este importantă teza că, în toate cazurile de cunoaștere, este necesară iluminarea divină și mai ales faptul că obiectele cunoașterii autentice sunt de natură ideală, idei divine. În discuția anterioară am arătat că cunoașterea senzorială nu este o cunoaștere autentică ci este mai degrabă felul în care sufletul „guvernator” este atent la trupul pe care îl comandă. Cunoașterea în sens propriu este numai cunoaștere a unor idei de natură divină.
Pe de altă parte, știm că intelectul uman este o creatură, fiind situat pe un nivel inferior al ierarhiei universale, deci sub ideile divine, motiv pentru care nu poate avea nici o putere asupra lor. Cum poate totuși intelectul uman să cunoască ideile divine, din moment ce, neavând putere asupra lor, nu poate în nici un fel să le „prindă” sau să intre în contact cu ele, pentru simplul motiv că nu poate exercita nici un fel de acțiune asupra lor? Pe de altă parte, nu se poate renunța nici la ideea că obiectele cunoașterii trebuie să se afle în contact nemijlocit cu intelectul cunoscător. Soluția dată de Augustin este că noi nu avem puterea de a produce în mintea noastră o cunoaștere a ideilor divine dar ea are totuși loc pentru că este produsă în noi de către ceva mai înalt decât propriul nostru intelect. În acest fel cunoașterea nu este un produs al intelectului nostru ci urmarea iluminării. Agentul care produce cunoașterea ideilor divine în intelectul uman nu poate să fie însă ceva mai prejos decât ideile însele deoarece ar însemna din nou că ceva mai prejos decât ideile ar exercita o putere asupra lor, punându-le în intelectul nostru. Prin urmare agentul iluminării nu poate fi altul decât Dumnezeu.
În acest fel, Augustin respectă doar o parte din teoria platonică a cunoașterii. Cunoașterea poate avea loc numai prin contact direct cu ideile cunoscute (așa cum spusese și Platon), iar ideile cunoscute sunt de natură divină. Însă, dacă la Platon problema contactului nemijlocit este rezolvată prin doctrina reamintirii (posibilă acolo deoarece sufletul este de natură divină), Augustin apelează la Iluminare deoarece sufletul este creatură și nu poate „păstra” sau aduce în actul cognitiv ceva asupra căruia nu are putere. Prin natură, contactul cu ideile (cunoașterea, adică) este ceva divin, un lucru pe care omul nu și-l poate însuși. Dacă omul este capabil de cunoaștere, este pentru că Dumnezeu creează această cunoaștere în intelectul uman, oferind-o ca pe un dar divin.
Augustin discută câteva concepte și judecăți certe, necesare și imuabile care cu siguranță nu pot proveni din simțuri și deci trebuie să le avem de la Dumnezeu, cum ar fi conceptul de unitate sau judecata „Binele trebuie să fie preferabil răului”.

## Doctrinagrației divine
Augustin este primul care a elaborat o teorie sintetică despre grația divină, în contextul eforturilor sale de combatere a pelagianismului (Quaestiones diversae). Pelagianismul zilelor lui Augustin nega păcatul originar dar și imortalitatea și integritatea lui Adam, altfel spus, întreaga lume supranaturală. Ideea lui Pelagius, de origine stoică, afirma emanciparea completă a omului față de Dumnezeu și puterile sale nelimitate în privința binelui și răului. Omul este capabil, conform acestei teorii, să obțină, fără nici o intervenție din partea lui Dumnezeu, un control complet asupra pasiunilor sale (apatheia). Datorită acestei capacități, datoria absolută a omului este evitarea, prin propriile sale puteri, a oricărui păcat. Nu există o ierarhie a păcatelor și nu există păcat în afara puterii de control a agentului uman.
Augustin se opune acestui sistem afirmând că Dumnezeu este, prin grație, stăpânul absolut al voinței și că, sub acțiunea grației, omul este liber. Concilierea între omnipotența lui Dumnezeu și libertatea umană depinde de guvernarea divină.

### Suveranitatea absolută a lui Dumnezeu
Primul principiu al lui Augustin constă în afirmarea suveranității complete a lui Dumnezeu asupra voinței. Toate actele virtuoase, fără excepție, necesită o intervenție divină sub forma unei providențe eficiente care pregătește dinainte orice act bun al voinței (Retractationes, I, IX, 6). Nu este vorba despre faptul că voința nu poate realiza un act virtuos ci despre ideea că, fără intervenția providențială, ea nu ar înclina către bine.
Există două niveluri ale grației: a) grația virtuților naturale, darul universal al providenței, care pregătește motivațiile eficiente ale voinței; aceasta este grația acordată tuturor oamenilor, chiar și celor necredincioși (gratia filii concubinarum); b) grația virtuților supranaturale, dată odată cu credința. Aceasta din urmă este grația fiilor (gratia filiorum), adică a oamenilor lui Dumnezeu.

### Libertatea oamenilor
În al doilea rând, Augustin afirmă că libertatea oamenilor rămâne intactă. Augustin nu renunță niciodată la principiul libertății voinței, astfel încât sistemul său încearcă obținerea unei sinteze între afirmarea libertății și a grației divine. Din acest motiv, el nu postulează existența unei puteri umane complete de alegere: ceea ce face omul nu depinde în totalitate de libera alegere; acceptarea sau respingerea credinței este anticipată dinainte de Dumnezeu.
Fără îndoială, omul are puterea de a alege între bine și rău, căci altfel nu ar fi posibilă responsabilitatea, meritul sau culpa; Augustin, reproșând însă pelagienilor exagerarea rolului alegerii individuale, spune că nu există un echilibru perfect între alegere și grație: acest echilibru se găsea numai la Adam, dar a fost distrus odată cu păcatul originar. În starea căzută, omul este în situația de a lupta împotriva înclinației spre rău; el și-a pierdut acea libertate perfectă și senină, libertatea fără luptă, de care dispunea Adam. Libertatea omului căzut este una tensionată, conflictuală, problematică. Această libertate nu ne ajută decât cel mult să ne direcționăm alegerea către acceptarea grației.

### Concilierea grației și a libertății. Problemapredestinării
Oamenii sunt împărțiți în două categorii: damnați și aleși; avem răspunderea de a recunoaște drumul dat de Dumnezeu. 
Cum se poate rezolva această antinomie între libertatea omului și grația divină? Pe de o parte, se afirmă puterea lui Dumnezeu de a direcționa alegerea umană (voința liberă), de a converti păcătoșii, iar pe de altă parte ni se spune că respingerea ori acceptarea fie a grației, fie a păcatului, depind de voința liberă. Mulți exegeți au considerat că aceste două principii sunt ireconciliabile. Pe acest motiv a fost posibilă, de pildă, aprecierea conform căreia doctrina augustiniană a grației este o „mare greșeală dogmatică” . Aceasta pentru că, așa cum sublinia Eugène Portalié , grația augustiniană a fost înțeleasă ca un fel de impuls supraimpus de Dumnezeu, în absența căruia voința nu se poate manifesta.
Cheia problemei stă în felul în care Augustin explică guvernarea divină a voințelor. Astfel, voința nu decide niciodată fără un motiv, adică fără să fie atrasă de un bine pe care îl percepe în obiect. Numai că această percepție asupra obiectului nu stă în puterea absolută a omului. Este privilegiul lui Dumnezeu să determine fie cauzele exterioare care acționează asupra percepției, fie iluminarea interioară care acționează asupra sufletului. În acest fel, decizia voinței se exercită asupra unei conjuncturi de situații pe care o creează Dumnezeu. Omul este stăpânul gândurilor sale primare, fără a putea determina obiectele, imaginile și prin urmare motivele care se înfățișează minții sale. Conform teoriei sale despre cunoaștere, sufletul este conștient de imaginile pe care le vede, fie prin percepție fie prin iluminare, dar nu este cauza lor: pe de o parte, cauzele externe ale imaginilor percepute sunt guvernate de Dumnezeu, iar pe de altă parte, iluminările divine provin de asemenea de la Dumnezeu.
Mai mult, Dumnezeu știe dinainte răspunsul pe care sufletul, dispunând de toată libertatea posibilă, îl va da acestor factori exteriori. Astfel, în cunoașterea divină, există pentru fiecare voință creată o serie indefinită de motive care, de facto, câștigă adeziunea omului cu privire la ceea ce este binele. Dumnezeu dispune, în omnisciența sa, de suficiente motive pentru a-l salva pe Iuda, de pildă, sau de a-l pierde pe Petru. Nici o voință nu ar putea rezista planului divin. În acest fel, Dumnezeu, datorită autonomiei sale perfecte, poate cauza motive pentru orice fel de alegere a sufletelor individuale, anticipând și răspunsul acestora. În acest sens, grația este infailibilă, deși liberă.
Tocmai dintr-un astfel de motiv, Sfântul Augustin de Hipona susține că acel om care a acționat, conform binelui, trebuie să Îi mulțumească lui Dumnezeu, pentru faptul că i-a trimis o inspirație eficientă (adică un sistem de factori exteriori în care a putut percepe binele, datorită unei iluminări directe asupra sufletului), în timp ce altora le-a negat sau amânat această favoare. Cel care a primit-o este un ales.
Încercând să explice această aparentă contradicție, Augustin scrie o epistolă numită De Diversis quaestionibus ad Simplicianum, în care formulează un răspuns direct, adresat unor călugări care îl întrebaseră asupra problemei. Pe de o parte este neîndoielnic că voința bună există datorită grației, astfel încât nici un om nu poate să-și asume vreun merit după cum nici o formă de libertate nu i se va opune, deși are această putere. În acest sens, grația acționează într-un mod eficient și nu cauzal, într-un mod analog celui în care acționează argumentele retorice: fiecare om are puterea și libertatea de a se opune unor argumente persuasive. El poate insista în opinia sa personală și poate să se opună fără măcar să încerce a asculta argumentele care i se aduc. Poate însă să le asculte și, înțelegându-le, se va lăsa convins de ele. Sufletele umane au dispoziții foarte diverse și este aproape o chestiune de șansă dacă fiecare dintre ele va întâlni la un moment dat argumentul potrivit cu dispoziția sa, adică acel argument care să-i permită să perceapă binele ca motiv pentru alegere. 
Dumnezeu, însă, conform acestei analogii, este retorul perfect, adică știe foarte bine ce situație este potrivită fiecărui suflet pentru ca acesta să poată avea acces la motivul alegerii binelui. Aceasta este grația: Dumnezeu ne oferă acele percepții care, în acord cu preștiința sa, constituie tocmai situația fericită pentru ca iluminarea noastră să aibă loc. Din acest motiv grația nu acționează cauzal: deși situația optimă ne este oferită de Dumnezeu, alegerea ne aparține. Astfel, eficiența grației nu înseamnă faptul că, fără ea, noi nu am avea capacitatea de a alege binele ci faptul că fără grație noi nu am dori binele. Grația este invitația fără de care noi nu am avea un obiect al dorinței.
Există multe căi prin care Dumnezeu ne poate invita la credință și, dintre ele, fiecărui suflet i se potrivesc numai unele. Dumnezeu știe ce formă de invitație va fi acceptată de fiecare suflet, conform dispoziției sale și care va fi respinsă. Aleșii sunt acei oameni cărora Dumnezeu le adresează acea invitație potrivită, adică eficientă.
Problema care rămâne este cum anume trebuie să înțelegem această selecție operată de Dumnezeu atunci când unora le adresează invitația potrivită iar altora le-o amână sau pur și simplu nu le-o trimite. Este grația un „instrument” al predestinării?
Semipelagienii gândeau problema în termenii unei egalități de șanse: Dumnezeu predestinează la salvare pe toți oamenii, dându-le tuturor grația, în măsură egală. Libertatea umană este cea care decide dacă unul sau altul dintre indivizi acceptă invitația sau nu, astfel încât numărul aleșilor nu este cunoscut.
Un sistem opus este predestinaționismul, pe care semipelagienii îl atribuiau în mod eronat lui Augustin și care spunea că Dumnezeu prestabilește numărul aleșilor și al damnaților; în acest sens, iadul și raiul se vor umple cu oameni care au fost aleși dinainte și care nu pot face nimic pentru a modifica acest destin. Acesta va fi de fapt sistemul lui Calvin.
Între aceste două opinii extreme, Augustin a formulat o poziție ingenioasă prin care afirmă ambele adevăruri în același timp: a) stabilirea aleșilor de către Dumnezeu este reală, gratuită și constituie grația grațiilor, acordată în mod selectiv, dar b) aceasta nu anulează dorința lui Dumnezeu de a salva omenirea integral, lucru care depinde însă de libertatea umană. Aleșii dispun de posibilitatea de a-și refuza statutul de aleși, după cum ceilalți oameni dispun de libertatea și puterea de a se ridica prin alegeri proprii la statutul de aleși. 
Astfel, deși Dumnezeu acordă grația absolută numai unor anumiți oameni (acesta fiind, pentru Augustin, misterul cel mai înalt), pe de altă parte este la fel de adevărat că:
a) nici un om nu este privat de libertate;
b) nici un om nu este lipsit de puterea de a se opune răului;
Aceste două enunțuri fac ca predestinaționismul să nu fie compatibil cu doctrina lui Augustin. El afirmă, de altfel, repetat și explicit că toți oamenii ar putea fi salvați dacă aceasta ar fi și dorința lor. De aceea este inexact să afirmăm că grația divină diminuează sau anulează responsabilitatea individului, după cum este o eroare caracterizarea doctrinei augustiniene despre predestinare ca „determinism”.
Faptul că Dumnezeu cunoaște ante rem care va fi alegerea fiecăruia dintre oameni și oferă, în acord cu această preștiință, fiecăruia invitația potrivită (deși știe că unii o vor refuza), nu este un factor cauzal. Dimpotrivă, tema iubirii lui Dumnezeu își găsește, poate, aici mai mult decât în altă parte, un context optim: deși știe că o anumită persoană va refuza alegerea credinței, Dumnezeu nu anulează nimănui posibilitatea de a se salva. Faptul că cei aleși și cei osândiți constituie (din punctul de vedere al preștiinței divine) două „liste încheiate” nu se datorează imposibilității omului de a alege destinul său ci dimpotrivă lipsei de voință a acestuia de a face ceva.
Din punctul de vedere al cunoașterii noastre temporale, acest lucru pare a fi o predestinare, o determinare cauzală. Din perspectiva cunoașterii atemporale (cum este cea divină) acest lucru este un fapt: cei numiți „vase ale mâniei” (osândiții) nu sunt numiți astfel conform unei alegeri divine arbitrare ci conform faptului că Dumnezeu știe deja ceea ce noi nu putem afla decât după încheierea istoriei.
În acest sens, ființa umană nu poate să renunțe la exercitarea alegerii și voinței sale libere întrucât, chiar dacă Dumnezeu știe dinainte care va fi finalitatea lor, nu există nici o legătură între preștiința divină și libertatea umană de decizie. Dacă un om ar renunța, la un moment dat, să-și exercite voința liberă, judecând că Dumnezeu cunoaște oricum destinul său și, dacă este un ales, va primi oricum grația la un moment dat, el ar face o eroare: momentul acestei judecăți ar coincide de fapt cu momentul renunțării conștiente la a-și mai exercita voința pentru salvare. Acel om s-ar autocondamna. Știa Dumnezeu că el va lua această decizie? Da. Aceasta nu înseamnă decât că decizia respectivă a confirmat, în mod liber, ceea ce Dumnezeu știa dinainte. Pe de altă parte, omul respectiv ar fi putut să nu renunțe ci să continue să dorească să fie un ales, acționând în consecință (alegând binele). Înseamnă aceasta că el ar fi modificat preștiința divină? Nu, deoarece, în acest caz, preștiința divină ar fi constat tocmai în a doua variantă.
Doctrina grației constituie și azi un punct dificil nu numai din punct de vedere teologic. Filosofic vorbind, problema constă în faptul că Augustin încearcă să apropie două sisteme diferite de principii: o logică temporală, specifică omului și una atemporală, potrivită omniscienței lui Dumnezeu.

## Concepțiile privind sexualitatea
Augustin considera sexualitatea imorală, atât prin emoțiile pe care o însoțesc, cât și datorită faptului că dragostea pentru divinitate trebuia să fie superioară față de cea erotică. Din acest motiv, femeia era considerată inferioară bărbatului și supusă acestuia.
Unii îl consideră drept „maniac anti-sex” sau „tatăl pudibonderiei occidentale”, această reputație este însă nejustificată, pentru un creștin din secolul IV el fiind un moderat.

## Sărbători
- în calendarul romano-catolic: 28 august („Sfântul Augustin”)[11]
- în calendarul ortodox: 15 iunie (sub numele „Fericitul Augustin”, alături de „Fericitul Ieronim”)[12]
- în calendarul greco-catolic: 28 august („Sfântul Augustin„)[13]
- în calendarul luteran: 28 august („Augustin”)
- în calendarul anglican: 28 august

## Opera

### Ediții în limba română
- Predici despre virtuțile creștine, traducere de Anca Meiroșu, Editura Doxologia, Iași, 2021.[14]
- Despre răbdare, despre înfrânare, despre darul perseverenței, traducere și note de Ana-Cristina Halichias, Editura IBMO, București, 2021.[15]
- Despre viața cea fericită, traducere de Ilarion Argatu, Editura Doxologia, Iași, 2020.[16]
- Despre sfânta feciorie; Despre binele văduviei, traducere, introducere și note de Anca Meiroșu, Editura IBMO, București, 2019.[17]
- Despre răbdare. Despre adulter, traducere de Anca Meiroșu, Editura Doxologia, Iași, 2019.[18]
- Confesiuni, ed. bilingvă, traducere, introducere, note și comentarii, tabel cronolgic și indice de Eugen Munteanu, Editura Humanitas, București, 2018.[19]
- Despre minciună, ed. bilingvă, traducere de Lucia Wald, studiu introductiv de Constantin Georgescu, Editura Humanitas, București, 2016.[20]
- Predici la marile sărbători, traducere din limba latină și studiu introductiv de Corneliu Clop, note de Corneliu Clop și Policarp Pîrvuloiu, Editura Basilica.[21]
- Despre adevărata religie, ed. bilingvă, traducere de Cristian Bejan, Editura Humanitas, București, 2007.[22]
- Despre îngeri și oameni, traducere și note de Bogdan Tătaru-Cazaban, Editura Humanitas, București, 2005.[23]
- De libero arbitrio, ed. bilingvă, traducere de Gheorghe I. Șerban, Editura Humanitas, București, 2004.[24]
- De dialectica, ed. bilingvă, traducere de Eugen Munteanu, Editura Humanitas, București, 2003.[25]
- De doctrina christiana, ed. bilingvă, traducere de Marian Ciucă, Editura Humanitas, București, 2002.[26]
- De civitate Dei / Despre cetatea lui Dumnezeu, I-X,  traducere și note de Paul Găleșanu, introducere de Gheorghe Vlăduțescu, Editura Științifică, București, 1998.[27]
- De magistro, traducere de Mihai Rădulescu & Constantin Noica, Editura Humanitas, București, 1998.[28]
- Solilocvii, ed. bilingvă, traducere și note de Gheorghe I. Șerban, Editura Humanitas, București, 1993.[29]
- Augustin. Despre adevărata religie [About True Religion]. Translated by Cristian Bejan, introduced and annotated by Alin Tat, scientific revision by Lucia Wald. Bucharest: Humanitas, 2007.